# Sematophyllum marylandicum
Sematophyllum marylandicum là một loài Rêu trong họ Sematophyllaceae. Loài này được (Müll. Hal.) E. Britton miêu tả khoa học đầu tiên năm 1902.